# Конашенков Ігор Євгенович
Ігор Євгенович Конашенков (нар. 15 травня 1966, Кишинів, Молдавська РСР, СРСР) — російський військовий діяч, генерал-лейтенант (7 червня 2022). Став відомим під час висвітлення військової операції Росії в Сирії з 2015 року, а також під час висвітлення російського вторгнення в Україну 2022 року як офіційний представник міністерства оборони Російської Федерації. Заступник начальника (2009—2011) та начальник (2011—2017) Управління пресслужби та інформації МО РФ. Керівник департаменту інформації та масових комунікацій МО РФ (з 2017 року). Майстер спорту СРСР.

## Біографія

### Ранні роки служби
Після проходження строкової військової служби Ігор Конашенков у 1988 році з відзнакою відмучив інженерний факультет Житомирського вищого командного військового училища радіоелектроніки ППО. Його було направлено на службу в управління головного командування ППО СРСР. У 1998 році заочно закінчив Військову академію протиповітряної оборони імені Г. К. Жукова в Твері.
З 1998 року був старшим офіцером, начальником групи, а потім заступником начальника відділу із взаємодії з російськими та зарубіжними ЗМІ пресслужби МО РФ.

### Керівна робота у військових відомствах РФ
З 2003 року по 2005 рік був начальником пресслужби та помічником командувача військ Північно-Кавказького військового округу у зв'язках з громадськістю та ЗМІ. У 2005 був призначений на посаду начальника пресслужби сухопутних військ РФ, став помічником головнокомандувача сухопутних військ РФ у зв'язках із громадськістю і ЗМІ.
У 2006 році закінчив Вищі курси Військової академії Генерального штабу збройних сил Російської Федерації.
У 2009—2011 роках був заступником начальника, а в 2011—2017 роках начальником Управління пресслужби та інформації МО РФ.
21 лютого 2013 року указом президента Російської Федерації Конашенкову присвоєно військове звання генерал-майор.
З березня 2017 року є керівником Департаменту інформації та масових комунікацій МО РФ.
7 червня 2022 року указом президента Російської Федерації Конашенкову присвоєно військове звання генерал-лейтенант.

### Висвітлення військових операцій Міністерства оборони РФ
Конашенков очолював підрозділи інформаційного забезпечення Об'єднаного угруповання військ на Північному Кавказі та колективних сил СНД щодо підтримки миру в зоні грузино-абхазького конфлікту.
З 2015 року як офіційний представник МО РФ висвітлював проведення військової операції Росії в Сирії, а з 2022 року в такому ж статусі висвітлює хід вторгнення Росії в Україну.
У квітні 2022 року включений до списку санкцій Євросоюзу у зв'язку із вторгненням Росії в Україну.

### Критика
Російське інтернет-видання «Проект» проаналізувало всі брифінги, які проводив Конашенков, про перебіг вторгнення Росії в Україну, зокрема інформацію про взяті населені пункти і про втрати збройних сил Російської Федерації і противника з початку конфлікту до 29 червня 2022 року. Журналісти знайшли безліч арифметичних розбіжностей у цифрах втрат української сторони: загальне число, що зменшується, порівняно з наведеною на більш ранній день, величезні втрати як в абсолютних цифрах, так і щодо загальної чисельності ЗСУ. Крім того, Конашенков кілька разів заявляв про взяття під контроль одного й того самого населеного пункту, як приклад наводиться місто Кремінна. Село Піски, зі слів Конашенкова, російські війська брали вже три рази.

## Санкції
Через підтримку російської агресії та порушення територіальної цілісності України під час російсько-української війни перебуває під персональними міжнародними санкціями щонайменше 27-ми різних країн.
З 8 квітня 2022 року Ігор Конашенков перебуває під санкціями всіх країн Європейського Союзу.
З 9 серпня 2022 року перебуває під санкціями Великої Британії.
З 14 березня 2022 року перебуває під санкціями Канади.
З 13 квітня 2022 року перебуває під санкціями Швейцарії.
З 11 травня 2022 року перебуває під санкціями Нової Зеландії.
Указом президента України Володимира Зеленського від 19 жовтня 2022 року перебуває під санкціями України.

## Нагороди
- Орден «За заслуги перед Батьківщиною» ІІІ ступеня
- Орден «За заслуги перед Батьківщиною» IV ступеня
- Орден Олександра Невського (2018)
- Орден Мужності[3]
- Орден «За військові заслуги»[3]
- Орден Пошани
- Орден Дружби[3]
- 17 медалей[3][1]

## Особисте життя
Конашенков — доларовий мільйонер. Дружина — Олена Конашенкова, працювала в ТОВ «Русское авиационное общество», що поставляло запасні частини для літальних та космічних апаратів. Син — Микита Ігорович Конашенков (22.07.1990), співробітник пропагандистського телеканалу МО РФ «Звєзда», затримувався під час відвідування України у 2014 році[неавторитетне джерело]. Донька — Аріна Ігорівна Конашенкова (13.02.2006).